# Пёстрый голубь Макатеа
Пёстрый голубь Макатеа (лат. Ptilinopus chalcurus) — вид птиц из семейства Голубиные. Является эндемиком острова Макатеа, принадлежащего архипелагу Туамоту, находящегося в водах Французской Полинезии. Его естественная среда обитания — субтропические или тропические влажные низменные леса, а также обитает вблизи деревень.

## Описание
Эта птица достигает в длину около 20 см. Маленький, в основном зеленого цвета, голубь с несколькими заметными отметинами. Темно-фиолетовая макушка и лоб. Бледное зеленовато-серое горло и грудь, сложенные нижние грудные перья, образующие ряды теней, которые появляются как полосы. Желтый подшерсток, окрашенный в оранжевый цвет спереди. Перья на крыльях окрашены в желтый цвет.

## Экология
Очень мало известно об образе жизни Пёстрого голубя Макатеа. Обычно он наблюдается одиночно или парами. Лишь очень редко образует крупные стаи. В основном питается фруктами, в то время как дикие фиги и плоды иланг-иланга играют особенно важную роль в его рационе питания. Вероятно, он размножается во все календарные месяцы, но репродуктивная биология плохо изучена.

## Распространение и местообитание
Пёстрый голубь Макатеа встречается только в тропических лесах острова Макатеа, входящего в состав архипелага Туамоту, принадлежащих Французской Полинезии. Данному виду угрожает потеря среды обитания.

## Сохранение
Несмотря на сохраняющуюся угрозу потери мест обитания, сокращение добычи полезных ископаемых с середины 1960-х годов способствовало восстановлению растительности и, как представляется, стабилизировало численность популяции.